# Леденице (врх)
Леденице су планина у Пиви, у наставку Голија. Са својим највишим врхом „Ружица” (1 945 m) доминирају на овом простору. Налазе се северно од Голија, а западно од Пивског манастира и језера, до кога се пружају врхови и обронци планинског венца. 
Некада се, нарочито на картама, Ружица узимала као највиши врх Голија, што је било неисправно, јер су Леденице посебна планина. Други по висини је врх Обљај (1 834 m), а трећи Ружарица (1 826 m) која се налази крај највишег врха и на правцу север-југ.
Купа Леденица, изнад шумског појаса, је без иједног дрвета са снежницама (леденицама). Име планине може се довести у везу са извором ледене воде у Цртовом долу, за који су снежнице каптажа. До Цртовог дола стиже се колским путем који иде од Пивског манастира. Прилаз планини могућ је од Пивског манастира и полазећи од Суводолских Присоја.